# Thecostele alata
Thecostele alata – gatunek roślin z monotypowego rodzaju Thecostele z rodziny storczykowatych (Orchidaceae). Rośliny występują w Azji Południowo-Wschodniej w takich krajach i regionach jak: Bangladesz, Borneo, Kambodża, Jawa, Laos, Malezja Zachodnia, Mjanma, Filipiny, Sumatra, Tajlandia, Wietnam.

## Systematyka
Gatunek sklasyfikowany do podplemienia Cymbidiinae w plemieniu Cymbidieae, podrodzina epidendronowe (Epidendroideae), rodzina storczykowate (Orchidaceae), rząd szparagowce (Asparagales) w obrębie roślin jednoliściennych.